# 内池

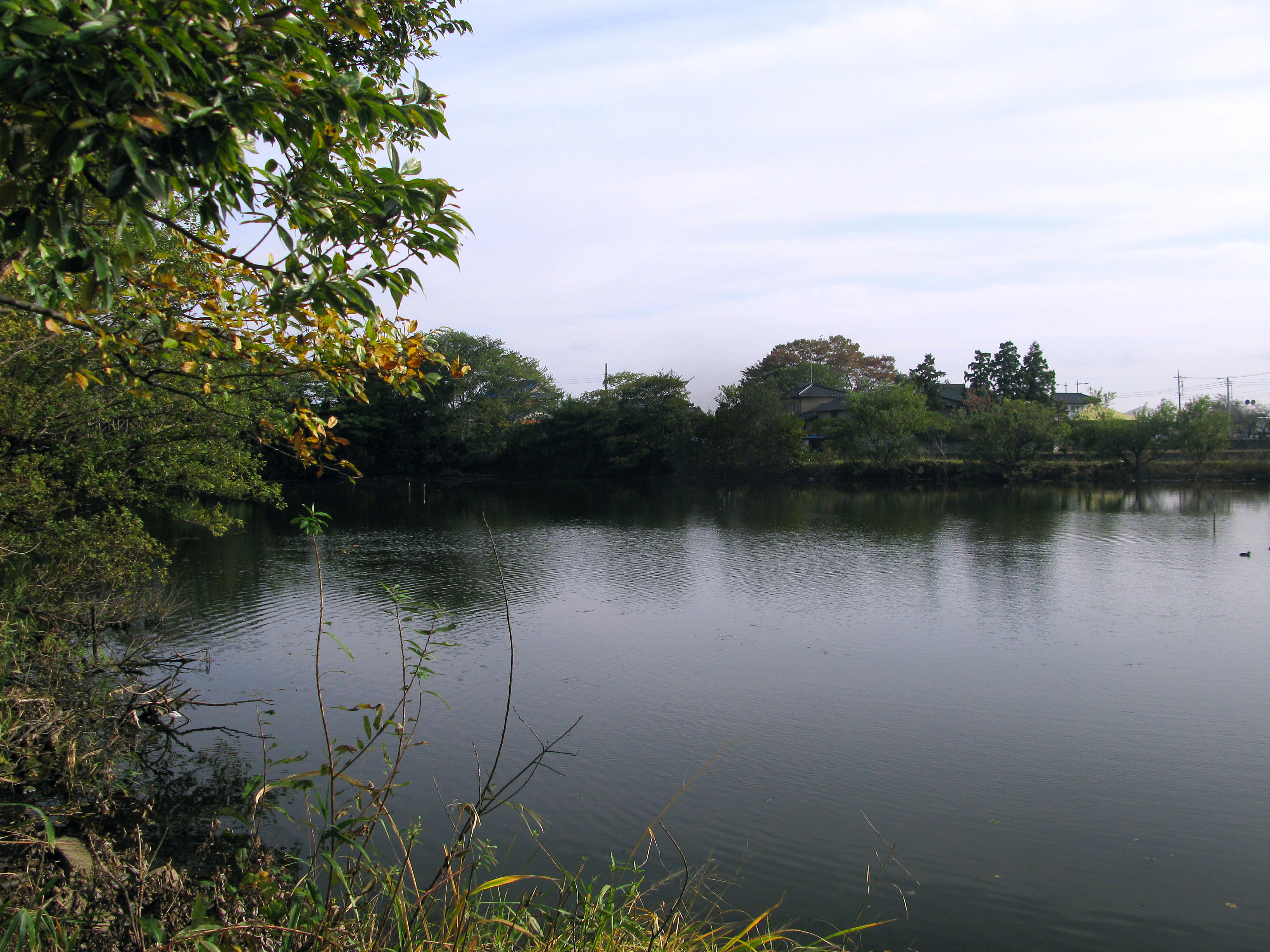
内池（2011年11月）

内池（うちいけ）は、埼玉県久喜市狐塚に所在する池である。

## 概要
ほぼ自然のままの姿が残されており、池の周辺は中川、および水田などの耕作地となっている。池の周囲は阿佐間幸手線と池をほぼ囲う狭小道路にて、東側と北側は池の直近を、西側と南側は少し離れた地点を周回することができる。久喜市の自然環境保全地区に指定されており、池には葦原が存在するが、カワセミ・ミドリシジミ・アカネ・ウチワヤンマ・コキツルなどが生息する環境のため、葦原への立ち入りは制限されている。
1786年（天明6年）の中川（利根川旧流路の一つ）洪水時に形成され（天明の洪水）、現在の池の周囲は430mである。池にまつわる伝承として、「池にはお寺の梵鐘が沈んでおり、時折池の底から淋しげな鐘の音が聞こえてくる。」というものがある。

## 所在地
- 〒349-1113
- 埼玉県久喜市狐塚